# William Farr
William Farr (Kenley, 30 de novembre de 1807 − 14 d'abril de 1883) va ser un epidemiòleg britànic del segle xix, considerat com un dels fundadors de les estadístiques mèdiques.

## Primers anys
Va néixer a Kenley, Shropshire, Anglaterra, de pares pobres. Va ser adoptat per un hisendat local, José Pryce, quan Farr i la seva família es van traslladar a Dorrington.
El 1826 va acceptar una feina com a cirurgià assistent en infermeria de Shrewsbury. El seu pare adoptiu Pryce va morir el novembre de 1828, i el va deixar a Farr 500 llibres, cosa que li va permetre estudiar medicina a França i Suïssa.
Va tornar a Anglaterra el 1831 i va continuar els seus estudis a University College de Londres.
Es va casar el 1833 i va començar una en pràctiques de mèdica en Fitzroy Square, Londres. En aquell moment s'havia convertir en un aficionat per les estadístiques mèdiques, un tema que ell va anomenar "hygology" (derivat de "higiene").
El 1837 va escriure un capítol titulat "Estadístiques Vitals" d'un llibre molt respectat ", John McCulloch d'Estadística Compte de l'Imperi Britànic.

## Oficina de Registre General
La seva dona va morir de tuberculosi el 1838, després de les quals es va assegurar un lloc a l'Oficina de Registre General com el primer recopilador de resums científics, amb un sou inicial de £ 350 per any. Va ser el responsable de la recopilació de les estadístiques oficials de metges a Anglaterra i Gal. La seva contribució més important va ser la creació d'un sistema de gravació de forma rutinària les causes de la mort. Per exemple, per primera vegada va permetre que les taxes de mortalitat de diferents ocupacions es poguessin comparar. El 1839, es va unir a la Societat d'Estadística (ara es diu laRoyal Statistical Society) i va exercir un treball com a tresorer, vicepresident i president en els darrers anys. Es va tornar a casar el 1842 i va tenir vuit fills.
Hi va haver un important brot de còlera a Londres en 1849 que va matar al voltant de 15.000 persones. Els principis de la industrialització va fer de Londres la ciutat més poblat del món, i el riu Tàmesi va ser molt contaminat amb aigües residuals no tractades. Farr va dir que el còlera va ser portat per l'aire contaminat en lloc d'aigua - la teoria de miasmes.
Com a resultat de l'estudi d'aquest brot, el metge John Snow va proposar el que avui és conegut per ser el mecanisme real per a la transmissió - que les persones van ser infectades per ingerit alguna cosa i que es va multiplicant en l'intestí.
Hi va haver una epidèmia més en 1866, moment en què la neu s'estava fonent per l'arribada de la primavera. Farr havia arribat a creure explicació al voltant de la neu. Va presentar una monografia que va mostrar que la mortalitat era molt alta per les persones que prenien l'aigua de la Presa de vell Ford a l'est de Londres. En aquest moment, la teoria dels gèrmens de la malaltia s'havia tornat més àmpliament acceptada, en part gràcies al treball de Edward Jenner i Louis Pasteur de la inoculació, i el treball de Farr es va considerar concloent. La conseqüència va ser que les mesures de salut pública es dirigeix ara cap a la veritable causa del còlera.
Va rebre la Medalla d'Or de la British Medical Association pel seu treball en el camp de la bioestadística i va ser nomenat Company de l'Orde de Bath el 1880.